# Marcel Callo
Marcel Callo (nascido no dia 6 de dezembro de 1921 em Rennes, França - morte no dia 19 de março de 1945 no Campo de Concentração de Mauthausen, Áustria). Integrante da Juventude Operária Católica e da Resistência Francesa. Foi beatificado no dia 4 de outubro de 1987.

## Biografia
Marcel era o segundo de nove filhos em uma família simples e piedosa e ingressou em um movimento juvenil eucarístico e nos escoteiros católicos aos doze anos. Em 1934, tornou-se aprendiz de tipógrafo. A partir de 1936, ele se envolveu na Juventude Operária Católica (JOC) e participou como delegado no Congresso Nacional em Paris com 85.000 jovens. Com a ocupação nazista da França, a JOC foi proibida e entrou na clandestinidade. Em 1942 ele ficou noivo.
Pouco depois do bombardeio de Rennes em março de 1943, no qual uma de suas irmãs foi vítima, Marcel foi obrigado a ir para a Alemanha no Serviço de trabalho obrigatório e seguiu a ordem para poupar sua família de represálias e ajudar seus compatriotas como missionário. Então, ele construiu secretamente a Ação Católica com algumas pessoas com ideias semelhantes em Zella-Melhis, na Turíngia, onde foi empregado em uma fábrica de armamentos. Em 19 de abril de 1944, ele foi preso pela Gestapo por ser “católico demais” e levado para a prisão em Gotha, onde fundou uma comunidade de oração.
Primeiro foi preso no campo de concentração de Flossenbürg, e depois foi enviado para o campo de concentração de Mauthausen em outubro de 1944, tendo que trabalhar como escravo no subcampo de Gusen II até sua morte, um mês e meio antes do fim da guerra. Callo havia perdido 40 quilos e morreu de exaustão e com fortes dores no estômago.

## Processo de beatificação
O processo de beatificação começou em Rennes em um processo diocesano, transcorrido entre 1968-1969, a fim de avaliar sua vida, bem como o trabalho em que participou e a maneira como Marcel morreu "in odium fidei". O decreto sobre escritos foi emitido em 1974 e a causa foi introduzida na Santa Sé sob o Papa João Paulo II, em 7 de janeiro de 1982, confirmando o título póstumo de Servo de Deus. Entretanto, o processo apostólico recebeu dispensa e a Congregação para as Causas dos Santos foi autorizada a aceitar o processo e decretá-lo válido em 9 de janeiro de 1987.
A Positio foi submetida e aprovada em Roma ainda 1987, sendo levada ao Papa, que confirmou em 1º de junho de 1987 que Marcel havia morrido como mártir. João Paulo II beatificou Marcel Callo em 4 de outubro de 1987.
O Papa Francisco o citou em 2019, na exortação apostólica Christus vivit, como um dos doze jovens santos que são "magníficos reflexos de Cristo jovem, que resplandecem para nos estimular e tirar fora da sonolência". Em 2023, Beato Marcel Callo foi um dos 13 padroeiros da Jornada Mundial da Juventude, celebrada em Lisboa.